# کارابوبو
کارابوبو (به اسپانیایی: Carabobo) یکی از ایالت‌های ونزوئلا است. مرکز کارابوبو شهر والنسیا می‌باشد. کارابوبو ۴٬۳۶۹ کیلومتر مربع مساحت و ۲٬۲۴۵٬۷۴۴ نفر جمعیت دارد.
ایالت کارابوبو در شمال ونزوئلا واقع است، این ایالت مهمترین مرکز صنعتی ونزوئلا است و سابقه تاریخی مهمی دارد. کارابوبو مرکز کارخانه‌های مونتاژ خودرو، ذوب فلزات، صنایع غذایی، کارخانه‌های گالوانیزه و نفت و پتروشیمی است و همه نوع راه ارتباطی زمینی، دریایی، هوایی و ریلی دارد. این ایالت از نظر کشاورزی هم مهم است و در آن برنج، پنبه، ذرت، توتون، کاکائو و شکر عمل می‌آید و صنایع لبنی بزرگی دارد. نبرد کارابوبو، نبردی سرنوشت‌ساز در مبارزه با استعمار اسپانیا، در این ایالت درگرفت. بومیانی که پیش از ورود اسپانیایی‌ها آنجا زندگی می‌کردند، کارابوبو نامیده می‌شدند.